# Chronologie du Kazakhstan
Cette chronologie de l'histoire du Kazakhstan nous donne les clés pour mieux comprendre l'histoire du Kazakhstan, l'histoire des peuples qui ont vécu ou vivent dans l'actuel Kazakhstan.

## XXesiècle
- 16 décembre 1991 : le Kazakhstan proclame son indépendance après l'effondrement de l'Union soviétique et du bloc communiste.